# HD 184977
HD 184977，又名BD+47 2870，SAO 48606、HR 7453，是一颗恒星，视星等为6.67，位于銀經80.64，銀緯13.21，其B1900.0坐标为赤經19h 31m 49.2s，赤緯+47° 13.21′ 47″。